# Freddie Welsh
Frederick Hall Thomas, meglio noto come Freddie Welsh (Pontypridd, 5 marzo 1886 – 29 luglio 1927), è stato un pugile britannico, nato nel Galles.
La International Boxing Hall of Fame lo ha riconosciuto fra i più grandi pugili di ogni tempo.

## Gli inizi
Di estrazione borghese, si appassionò alla boxe trasferendosi dal Galles agli Stati Uniti per praticare la carriera pugilistica. Professionista dal 1905.

## La carriera
Campione del mondo dei pesi leggeri dal 1914 al 1917, perdendo il titolo contro Benny Leonard.
A causa di investimenti sbagliati effettuati dopo il termine della carriera pugilistica, morì in povertà all'età di 41 anni.